# Trnovac (Republika Serbska)
Trnovac (cyr. Трновац) – wieś w Bośni i Hercegowinie, w Republice Serbskiej, w gminie Gradiška. W 2013 roku liczyła 177 mieszkańców.